# 動物餐廳
《動物餐廳》是两英里科技開發的一款模擬經營遊戲，2018年10月30日推出的微信小遊戲，2019年4月由卓杭科技負責多手機移動平台發行，之後在iOS和Android上推出獨立行動版。

## 遊戲系統
《動物餐廳》中玩家負責經營一家餐廳，到訪的客戶都是不同的動物。遊戲的主要玩法是宣傳招募更多的客戶，出售菜餚盈利，盈利的資金更新餐廳的設施，學習利潤更高的菜餚。遊戲有餐廳、廚房、自助餐廳、外賣商店等餐飲業相關的場景，還有花園、魚塘、露台等可供休閒活動的場景，前者是銷售菜餚盈利的場景，後者是提供種植、釣魚等休閒活動場景。

## 開發
遊戲的開發團隊共四人，專案一開始就決定在開發微信小遊戲，沒有考慮製作行動版。專案的靈感源於生活，開發組根據生活中的經歷決定遊戲模擬餐廳經營的核心玩法，遊戲在一個半月完成完成。由於遊戲的題材，開發組並沒有設計每日登陸獎勵，導致上線初期的用戶留存率的表現不佳，為此開發組設計了外賣訂單機制，增加用戶留存率。開發組還參考《旅行青蛙》的明信片系統，在後續更新花園模塊時增加了類似的信件收集玩法。後期隨著遊戲內容的增加，由於微信對小程序內存限制，遊戲開始出現內存不足無法運行的情況，開發組為此對遊戲進行了優化。
遊戲的更新保持在每週一次小型更新，兩週一次大型更新。開發組為了防止更新導致程序錯誤，使用了灰度发布的方式，每次只發佈5%，在觀察玩家反饋後再擴大更新的內容。2019年8月《動物餐廳》參與世界粮食计划署舉辦的「99公益日」公益活動，活動期間在遊戲中新增角色貧困兒童「小紅」，玩家可以與角色對話，並給予營養餐，遊戲內也增加捐款途徑。2020年遊戲增加好友系統。

## 發行
两英里科技推出遊戲後，遊戲初期玩家只有開發團隊身邊的朋友，两英里科技由於資金問題，只嘗試過小額廣告投放吸引玩家，但是在發現轉化率不高後放棄，初期遊戲玩家只有一兩千人。遊戲發行商卓杭科技自2017年開始關注微信小遊戲，在調研之後，決定發行面向女性玩家的休閒模擬經營掛機的小遊戲，最後在一批作品中選取了發行《動物餐廳》。卓杭科技主要以營銷、廣告投放和平台合作三種方式宣傳遊戲，除了與意見領袖和大V合作推廣之外，還有加強和平台溝通合作。2019年4月遊戲在OPPO和VIVO等多平台上線，到7月遊戲每天活躍用戶超過500萬人，其中遊戲超過一半的玩家來自OPPO和VIVO用戶，超過八成玩家為女性。在遊戲流行之後，卓杭科技根據之前《放置奇兵》的營運經驗，主動組織玩家間的同人創作活動，以提高玩家活躍度。
《動物餐廳》於2019年7月成為參與微信「创意小游戏鼓励计划」的第二款爆款遊戲，到11月玩過遊戲的玩家超過一億人，遊戲廣告收益最高的月份高達5000萬人民幣。根據阿拉丁指数的《微信小程序TOP100榜单》，遊戲自2019年9至11月在榜單的前30名之內。遊戲的流行超過三年，到2021年6月遊戲仍然在阿拉丁指数的《微信小遊戲排行榜Top20》之內。
2020年1月10日，《動物餐廳》的行動端獲得國家新聞出版署批出的遊戲版號，遊戲正式滿足在中國大陸商業發行的要求。

## 反響
遊戲國際版發佈後一年，下載量超過1000萬，首日留存率為50%。根據AppQuantum統計，到2023年4月25日，國際版下載量超過2000萬，遊戲內購營收超過200萬美元。

## 外部連結
- 官方网站